# Amphorogyne
Genre
Classification APG III (2009)
Le genre Amphorogyne appartient à la famille des Santalaceae.

## Liste d'espèces
Selon [réf. nécessaire] :
- Amphorogyne celastroides
- Amphorogyne spicata
- Amphorogyne staufferi

Selon NCBI (10 Aug 2010) :
- Amphorogyne celastroides